# Comuna Crevedia Mare, Giurgiu
Crevedia Mare (în trecut, și Crevedia Șuțului) este o comună în județul Giurgiu, Muntenia, România, formată din satele Crevedia Mare (reședința), Crevedia Mică, Dealu, Găiseanca, Priboiu și Sfântu Gheorghe.

## Așezare
Comuna se află în nord-vestul județului, pe malurile Neajlovului. Este străbătută de șoseaua națională DN61, care leagă Găeștiul de Ghimpați. Între Dealu și Crevedia Mare, acest drum se intersectează cu șoseaua județeană DJ601, care duce spre vest la Roata de Jos, Mârșa și mai departe în județul Teleorman la Videle, și spre est la Bolintin-Vale, Bolintin-Deal și mai departe în județul Ilfov la Ciorogârla (unde se termină în autostrada A1).

## Demografie
Componența etnică a comunei Crevedia Mare
     Români (89,63%)
     Romi (3,72%)
     Alte etnii (0%)
     Necunoscută (6,66%)
Componența confesională a comunei Crevedia Mare
     Ortodocși (87,37%)
     Creștini după evanghelie (5,36%)
     Alte religii (0,29%)
     Necunoscută (6,97%)
Conform recensământului efectuat în 2021, populația comunei Crevedia Mare se ridică la 4.791 de locuitori, în scădere față de recensământul anterior din 2011, când fuseseră înregistrați 5.221 de locuitori. Majoritatea locuitorilor sunt români (89,63%), cu o minoritate de romi (3,72%), iar pentru 6,66% nu se cunoaște apartenența etnică. Din punct de vedere confesional, majoritatea locuitorilor sunt ortodocși (87,37%), cu o minoritate de creștini după evanghelie (5,36%), iar pentru 6,97% nu se cunoaște apartenența confesională.

## Politică și administrație
Comuna Crevedia Mare este administrată de un primar și un consiliu local compus din 13 consilieri. Primarul, Ștefan-Daniel Badea[*], de la Uniunea Salvați România, este în funcție din 1 noiembrie 2024. Începând cu alegerile locale din 2024, consiliul local are următoarea componență pe partide politice:
|  | Partid                    | Consilieri | Componența Consiliului | Componența Consiliului | Componența Consiliului | Componența Consiliului | Componența Consiliului | Componența Consiliului | Componența Consiliului | Componența Consiliului |
|  | ------------------------- | ---------- | ---------------------- | ---------------------- | ---------------------- | ---------------------- | ---------------------- | ---------------------- | ---------------------- | ---------------------- |
|  | Uniunea Salvați România   | 8          |                        |                        |                        |                        |                        |                        |                        |                        |
|  | Partidul Național Liberal | 4          |                        |                        |                        |                        |                        |                        |                        |                        |
|  | Partidul Social Democrat  | 1          |                        |                        |                        |                        |                        |                        |                        |                        |

## Istorie
La sfârșitul secolului al XIX-lea, comuna făcea parte din plasa Neajlov a județului Vlașca și era formată din satele Crevedia Mare (sau Crevedia Șuțului), Crevedia-Sfântu Gheorghe (sau Crevedia Mică), Crevedia-Stavropoleos și Sicaru, având în total 987 de locuitori. Existau în comună trei mori de apă pe Neajlov, o școală mixtă cu 50 de elevi (dintre care 9 fete), și două biserici (la Crevedia Mare și la Crevedia Mică). Anuarul Socec din 1925 consemnează comuna în aceeași plasă, având 1789 de locuitori în satele Crevedia Mare și Golășei.
În 1950, comuna a devenit reședința raionului Crevedia din regiunea București, raion însă desființat în 1952, comuna fiind transferată raionului Videle din aceeași regiune. În 1968, comuna a trecut la județul Ilfov, preluând și o parte din satele comunei Crevedia Mică (fostă Zădăriciu). În 1981, o reorganizare administrativă regională a dus la transferarea comunei la județul Giurgiu.

## Monumente istorice

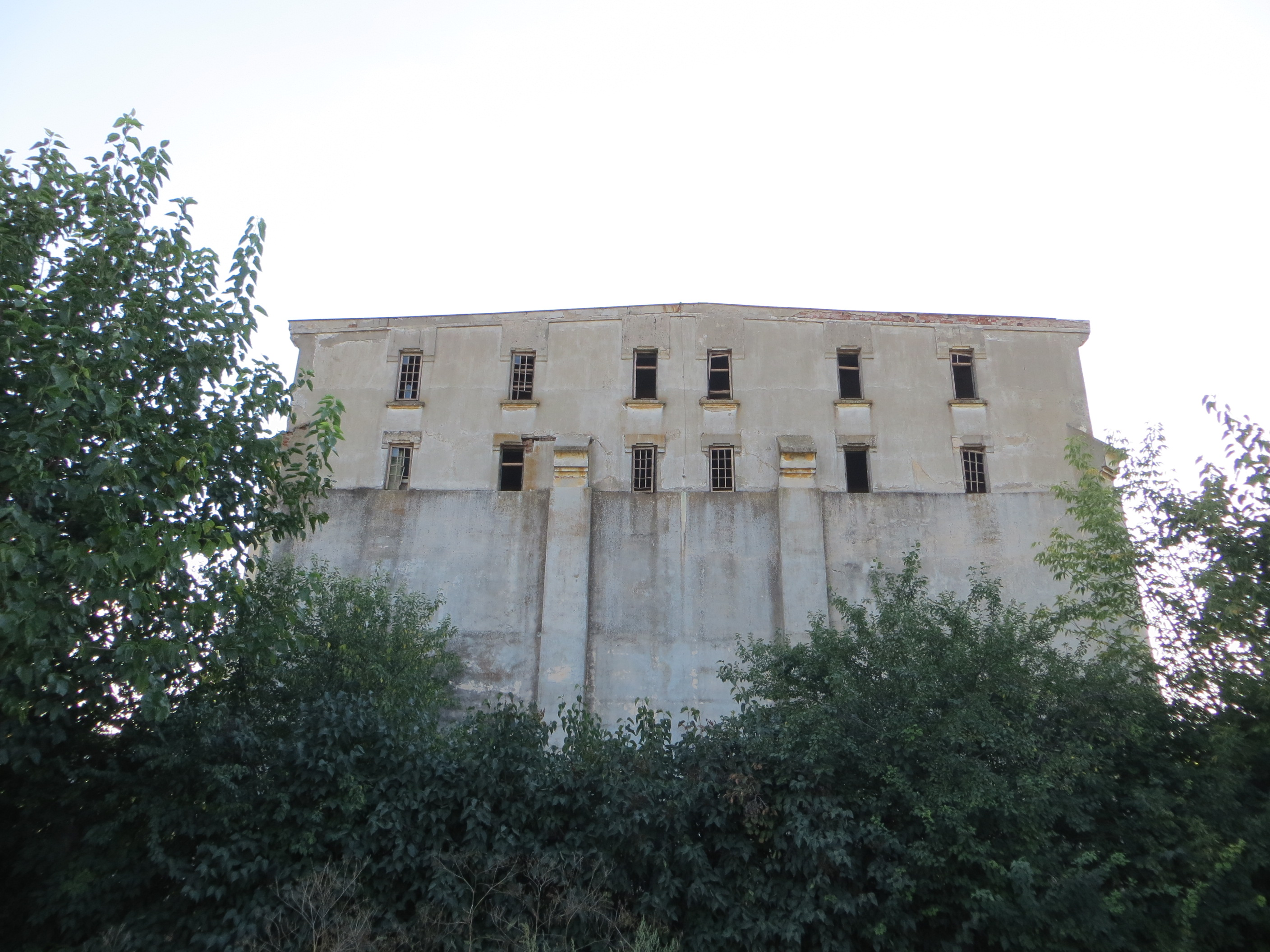
Depozitul de tutun de la Crevedia Mare, monument istoric

Patru obiective din comuna Crevedia Mare sunt incluse în lista monumentelor istorice din județul Giurgiu ca monumente de interes local. Unul este un sit arheologic, așezarea geto-dacică de „la Podeț”, descoperită la 500 m de intersecția între DN61 și DJ601, lângă Crevedia Mică. Celelalte trei sunt clasificate ca monumente de arhitectură: biserica „Sfinții Împărați Constantin și Elena” (1836, refăcută în 1924); depozitul de tutun de la începutul secolului al XX-lea, ambele din Crevedia Mare; și biserica „Sfântul Gheorghe” (1844–1845, refăcută în 1931) din satul Crevedia Mică.